# 캐나다의 역사
흔히 캐나다의 역사가 여타 구미(歐美) 국가들보다 더 편안하고 온건했던 것처럼 예전에는 알려졌었다. 이는 처절하고 불미스러운 사건 사고도 미국측이 훨씬 더 크게 알려진 면이 작용하였다.
캐나다는 북미 대륙의 북쪽 영역에 3700만 명의 거주민이 있는 나라로 세계에서 영토가 두 번째로 넓다. 원주민이 수천 년 동안 살아왔으며, 캐나다는 유럽 식민지의 그룹으로 시작되어 이중 언어, 다중 문화, ‘포스트 모던’ 연합이 되었고 마지막 주권국이었던 영국으로부터 평화롭게 정권을 획득했다.

## 스페인인의 탐험
남부 유럽에서 온 스페인 어부들(원래 고래잡이)이 15세기 후반부터 그랜드 뱅크에서 주로 고기잡이를 시작했다. 처음에는 고래기름과 옷을 만들기 위한 고래수염 판을 얻기 위해서 북극고래와 흰고래를 사냥했다. 16세기 중반에는 라브라도와 뉴파운드랜드에 적어도 아홉 곳의 전초기지가 세워졌다. 가장 큰 정착촌은 레드 베이 기지로 900명 정도가 살았다. 스페인 고래잡이에는 매년 여름 약 2000명 정도가 고용되었다. 그러나 두 고래 종이 거의 멸종에 이르고 많은 포경선들이 스페인 해군에 편입되면서 이 작업은 1600년대 초에 급격히 쇠퇴했다.

## 초기 식민 시대: “뉴 프랑스”(Nouvelle-France)의 설립과 몰락 (1604~1763)

1612년 사무엘 드 샹플랭이 만든 뉴 프랑스 지도

16, 17세기에 영국과 프랑스는 어업과 모피무역을 위해서 동부 캐나다에 정착촌들을 세웠다. 프랑스 정착촌은 사무엘 드 샹플랭, 삐에르 두과, 시에 드 몽에 의해 처음에 1604년에 아카디아에서, 그리고 1608년에 퀘벡 시에서 시작되었다.
뉴프랑스가 매우 넓은 영토에 설립되면서 프랑스인들은 원주민의 기술과 프랑스의 가치를 결합하여 혼합된 시민권을 만들어서 다양한 원주민과의 협력을 보호해야만 했다.
다음 150년이 넘게 캐나다와 아카디아는 세인트 로렌스강의 중심지에서 대호수들과 북미의 미시시피 계곡의 상부 지역으로 계속 확장해 갔다. 그들의 팽창은 와이어도트 부족, 이로쿼이 부족, 그리고 특히 여러 전쟁을 한 영국의 반발을 샀고 (프렌치 인디언 전쟁을 보라) 그 전쟁들로 인해서 처음에는 아카디아를, 나중에는 캐나다를 프랑스는 빼앗겼다. 영국의 지배하에 아카디아인들은 1755년에 추방되었고 이것이 첫 근대 대규모 전체 인구 이주가 되었다. 프랑스는 1758년 루이스버그에서, 그리고 1759년 퀘벡시의 아브라함 평원의 중요한 전투에서 패배했다. 1763년 파리에서의 조약으로 프랑스는 캐리브섬 식민지들은 유지하되 북미의 식민지는 대부분 영국과 스페인에 빼앗겼다. 북방 소유 중에서 유지되었던 것은 쌩-삐에르와 미퀠른의 어업기지가 전부였다. 그 결과 프랑스 고위층만이 본국으로 돌아갔으며 농부들은 정복자 영국의 자비에 맡기게 되었고 협정 조약으로 캐나다인의 카릭 신앙을 유지할 수 있었다.

## 식민시대 일련의 전쟁

1702년의 북아메리카 지도. 영국(분홍), 프랑스(파랑), 스페인(주황)의 식민지들을 보이고 있다.

캐나다 지방에서 프랑스의 식민이 순조롭게 이루어지고 있는 동안 영국은 허드슨만을 포함한 캐나다 이남 지역의 13개 식민지들에 대한 통제를 확립한다. 프랑스보다 큰 규모의 해군력과 자본력을 지닌 영국은 자국의 북미 식민지에 대한 방어와 확장에 지속적인 우위를 지킨다. 프랑스 본국정부의 뉴프랑스 지원은 미미한 수준에 그쳤으며 북미의 프랑스 식민들은 대부분의 식민사업을 자신들의 힘만으로 일궈나가지 않으면 안되었다. 17세기와 18세기에 걸쳐 유럽의 라이벌 강국인 영국과 프랑스는 세계의 다양한 지역에서 제국주의적 영토확장 전쟁을 벌였으며 이는 서인도 제도와 캐나다 영토 안팎에서 셀 수 없는 전투를 촉발했다.
7년 전쟁 중 아브라함 평원 전투에서 울프 장군이 전사하고 영국군은 대서양 연안주들을 점령한다. 앤여왕 전쟁의 결과로 성립된 Utrecht 조약을 통해 케이프 브레튼을 제외한 노바스코샤 지역이 영국의 수중에 떨어진다. 이로써 영국은 수천에 이르는 이 지역 아카디아인들에 대한 통제를 획득한다. 늘 중립적 입장임을 강조하던 불어권 아카디아인들에 대한 영국의 불신은 이들 지역에 영국인 신교도들을 이주시키는 시도로 이어지나 기대했던 효과를 보지 못하고 결국 1755년 1만2천여 명의 아카디아인들을 북미의 기존 영국 식민 지역으로 집단 이주시키는 것으로 결말지어진다. 그중 상당수가 남부 루이지애나에 정착하게 되고 이는 영불 혼합 문화의 하나인 케이준 문화의 태동으로 이어진다. 몇몇 아카디아 인들은 영국의 강제 이주를 피해 몸을 숨겼고 나머지 사람들은 결국 노바스코샤로 귀환하게 한다. 그러나 뉴잉글랜드 지방으로부터 이 지역으로 이주해온 소위 양키들의 인구는 아카디아 인들을 압도하게 된다.
조지 왕의 전쟁 시기 영국식민군대는 한때 노바스코샤의 프랑스 세력의 주요거점이었던 케이프 브레튼섬의 루이스버그를 점령하였으나 1748년의 영불조약에 의해 프랑스로 반환된다.
캐나다는 영불간의 7년 전쟁의 주요 교전지역 중 하나였고 영국은 1759년 아브라함 평원 전투의 결과로 퀘백시에 대한 통제를, 그리고 1760년에는 모레알 즉 몬트리올에 대한 지배를 확립하게 된다.

## 영국 제국의 통치 (1763~1849): 새 식민지, 미국 관계

베네딕트 아널드와 리처드 몽고메리의 퀘벡 공격을 보이는 통로

영국령 북미는 미국 독립전쟁으로 뉴펀들랜드, 노바스코샤, 프린스 에드워드섬, 그리고 퀘벡으로 줄게 되었다. 미국 독립전쟁은 부분적으로 남의 말을 잘 듣는 6만 명의 프랑스계 가톨릭 교도를 돕기 위한 필요에 의해 발발되었다. 전쟁 중에, 그리고 전쟁 후에 미국에서 박해받고 추방당한 많은 미국의 왕당파를 돕기 위해서 영국은 1784년에 뉴브런즈윅 주를 만들고 1791년에는 퀘벡과 인근 북동 지역을 로워 캐나다로 오늘날의 남부 온타리오 지역을 어퍼 캐나다로 나눴다.
영국 식민지들은 1812년 영국과 미국의 전쟁에 개입했고, 그 효과로 먼저 영국령 북미 주민 사이에 국가주의가 발생했다. BNA와 미국사이에 무역, 어업, 경계에 대한 주제로 뒤이어진 논의는 미국의 전쟁 위협(1818년의 러시-배곳 위협, 오레곤 협정의 웹스터-애쉬버튼 위협을 보라)에도 불구하고 평화롭게 처리되었다.

## 1837~38년의 반역들

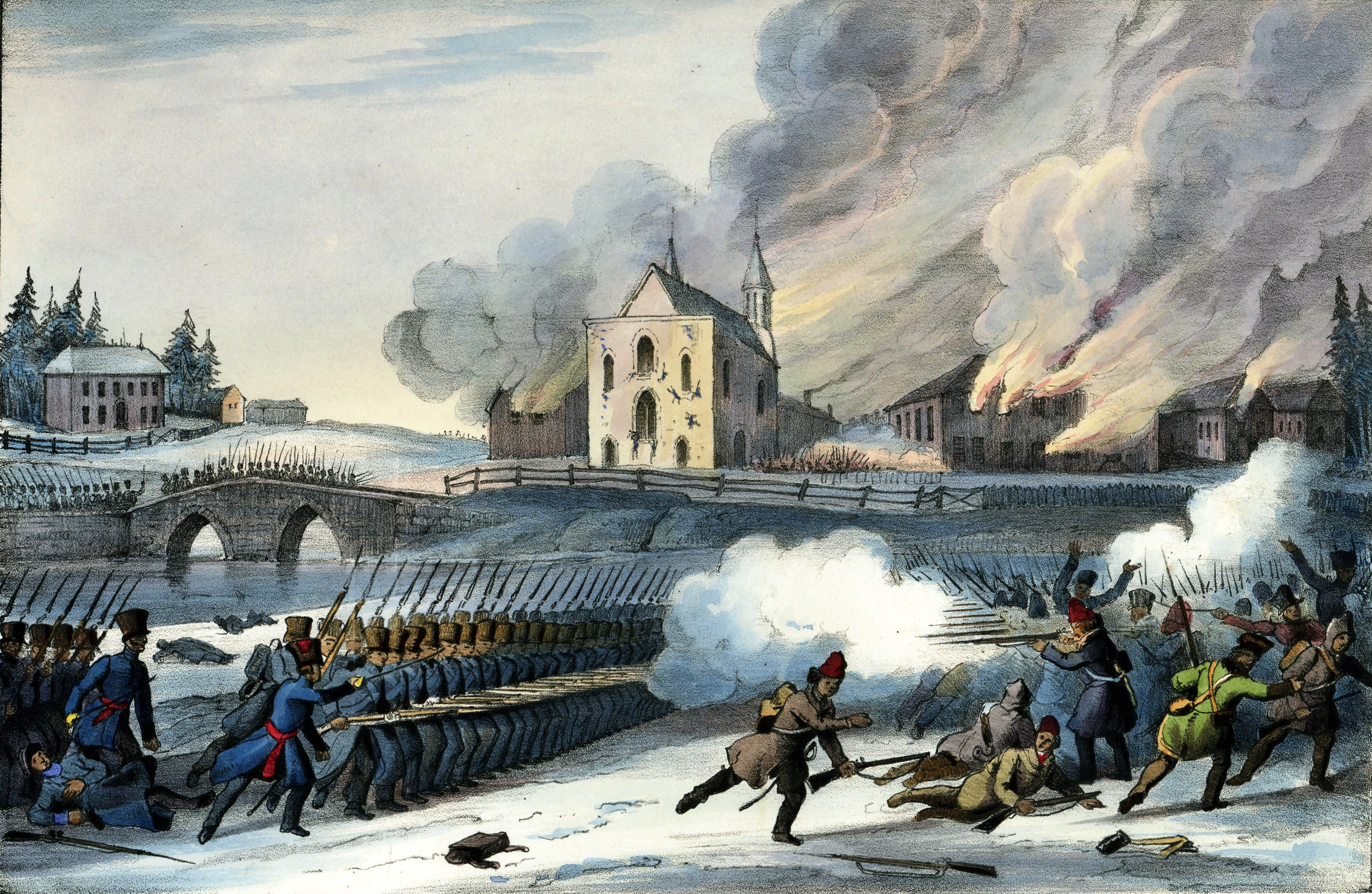
1837년의 반역

1837년에 영국 식민정부에 대항한 반역자들이 상하부 캐나다를 차지했다. 상캐나다에서는 윌리엄 라이언 맥켄지가 이끄는 개혁부대가 비조직으로 무장을 했고 결과적으로 토론토, 런던, 해밀턴 근처에서 비연속 소규모 충돌이 있었다. 한 사건에서 200명 정도의 소부대가 나이아가라강의 해군 섬으로 도망했는데 그 곳에서 1837년 12월 13일 캐나다 공화국의 설립을 선포했다. 이들의 단기반란은 1838년 1월 13일 영국군에 의해 부숴졌다. 두 지도자 중 한 명은 처형되고 한 명은 (밴 디멘 지역으로) 이주되었다.
1837~1838년에 영국 통치에 반발하여 일어난 하캐나다 반란으로 알려진 소규모 반란이 더 많이 발생했다. 일부는 미국을 등에 업고 영국계와 프랑스계 캐나다인 모두 영국에 대항해서 충돌을 여러 번 일으켰다. 챔플리와 소렌의 도시들은 반란군이 점령했고, 퀘벡시는 나머지 식민지에서 고립되었다. 반란 지도자 로버트 넬슨은 1838년 나페이르빌에서 군중 앞에서 독립 선언서를 읽었다.
그러나 애국파들은 그 후 캠프 베이커(세인트-마틴), 라콜, 오델타운, 그리고 뷰하노이스 전투에서 패배했다. 수백명이 체포되었고 일부 마을들은 보복으로 태워졌다. 두 지도자들은 교수형을 당하고 미국인 83과 57명의 사람들이 상부 캐나다 반란에 참여한 식민지인들과 함께 오스트레일리아로 이송되었다. 그러나 1844년에 캐나다 애국파들은 사면받았고 귀국 경비가 충분한 사람들은 귀국이 허용되었다. 38명이 귀국했다.

## 서부 영국령 북미, 미국 거래

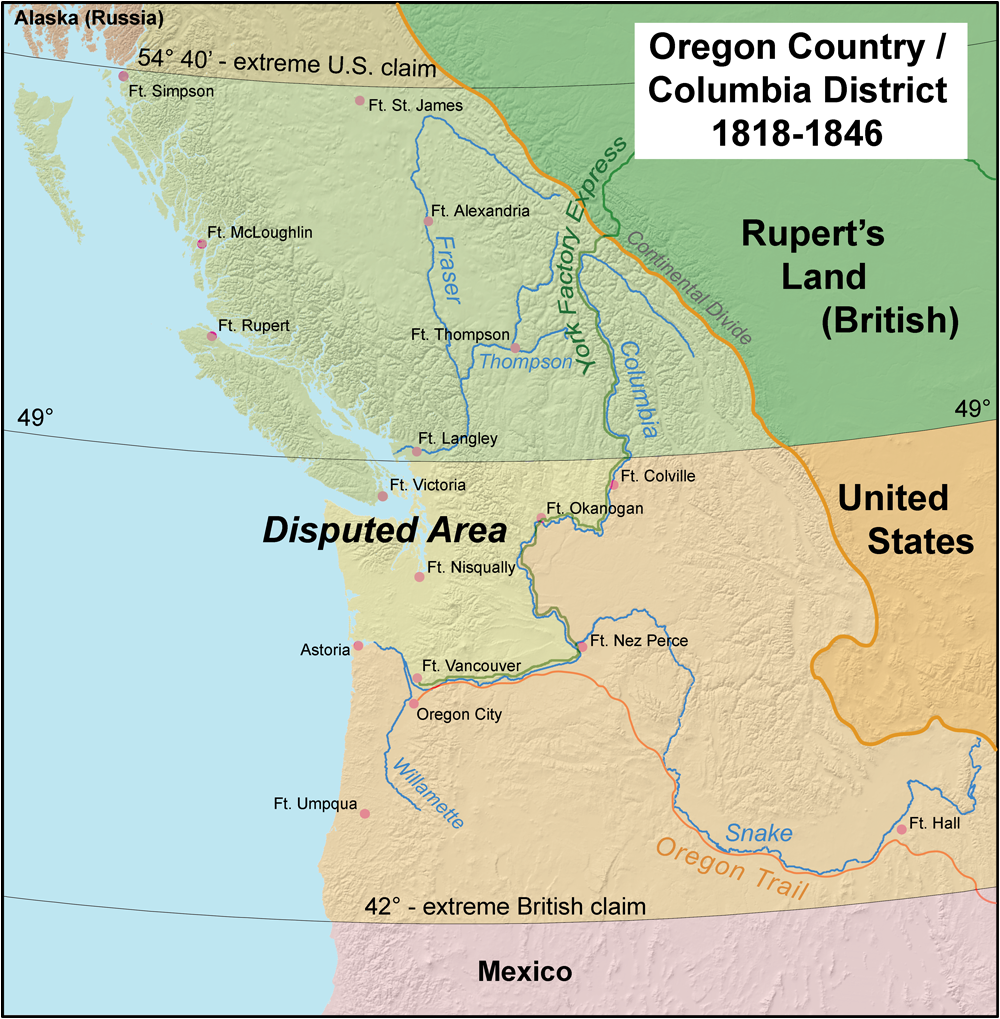
서부 영국령 북아메리카의 지도

미국이 북위 48도선을 서부 영국령 북미와의 국경선으로 합의하고 나서 영국 정부는 1848년에 브리티시 컬럼비아의 태평양 해안 식민지들을, 1849년에는 밴쿠버섬을 식민지로 만들었다. 1854년까지 대부분의 국경 문제는 해결되었고 영국령 북미의 총독이며 8번째 엘진의 백작인 제임스 브루스는 식민지에 대해 미국과 중요한 거래 계약에 서명을 했다. 이 계약은 미국이 1865년 폐기할 때까지 10년동안 지속되었다.
1850년 중반에 캐나다 주의 정치인들은 서부로 확장을 심사숙고하기 시작했다. 그들은 루퍼트 영토와 북극 영토에 대한 허드슨 베이사의 소유권에 대해 의문을 품었고 자신들과 캐나다 인구, 지리, 그리고 기후 등에 대해 익숙해지기 위해 여러 차례 탐험을 발주했다. (사이먼 제임스 도슨, 조지 글래드먼을 보라)

## 연합 운동과 캐나다 자치령 (1840~1867)

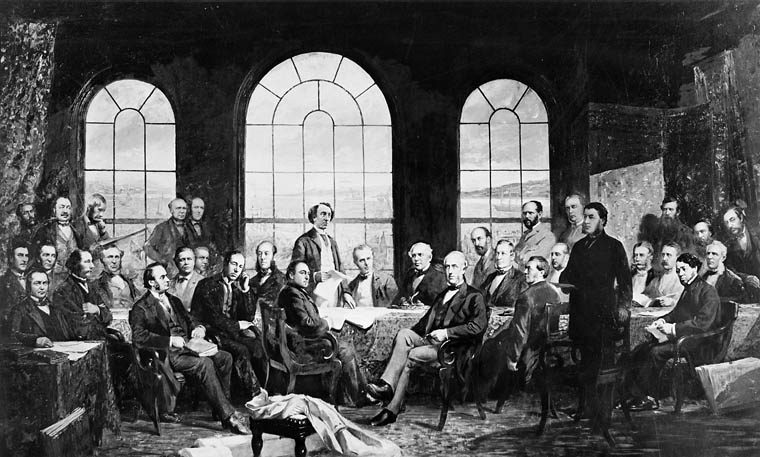
1864년 퀘벡 회의에 모인 캐나다 자치령의 주도자들 (중앙에 서 있는 이가 존 맥도널드)

영국령 북미내의 식민지들의 연합 또는 연맹의 동요는 19세기 초반에 싹텄다. 1837-8년의 반란 후에 상하부 캐나다의 식민지들은 연합법(1840년)으로 캐나다 주가 되어 하나의 정부아래 묶였는데, 이는 실패했지만 프랑스계 캐나다인들을 흡수하려는 의도였다. 지역 민병대가 물리친 미국 지원하에 행해진 아일랜드 페니아 국가주의자들 1500여명이 온타리오를 공격해 침투한 릿지웨이 전투와 같은 사건들로 더 큰 연맹에 대한 지원이 더욱 강화되었다.
남북 전쟁에 동요된 영국령 북미 정치인들은 샬롯타운 회의와 퀘벡 회의를 1864년에 열어서 연방 연합의 세부사항에 대해 작업했다.
1867년 7월 1일, 영국 하원에서 대영 북아메리카 조약이 통과되자 영국령 북미의 세 식민지(캐나다 주, 뉴브런즈웍, 그리고 노바스코샤)는 연합 형태의 캐나다 자치령이 되었다. 네 개의 주로 구성되었는데 온타리오, 퀘벡, 뉴브런즈윅, 그리고 노바스코샤다.

## 후기 동맹과 서부 캐나다의 정착

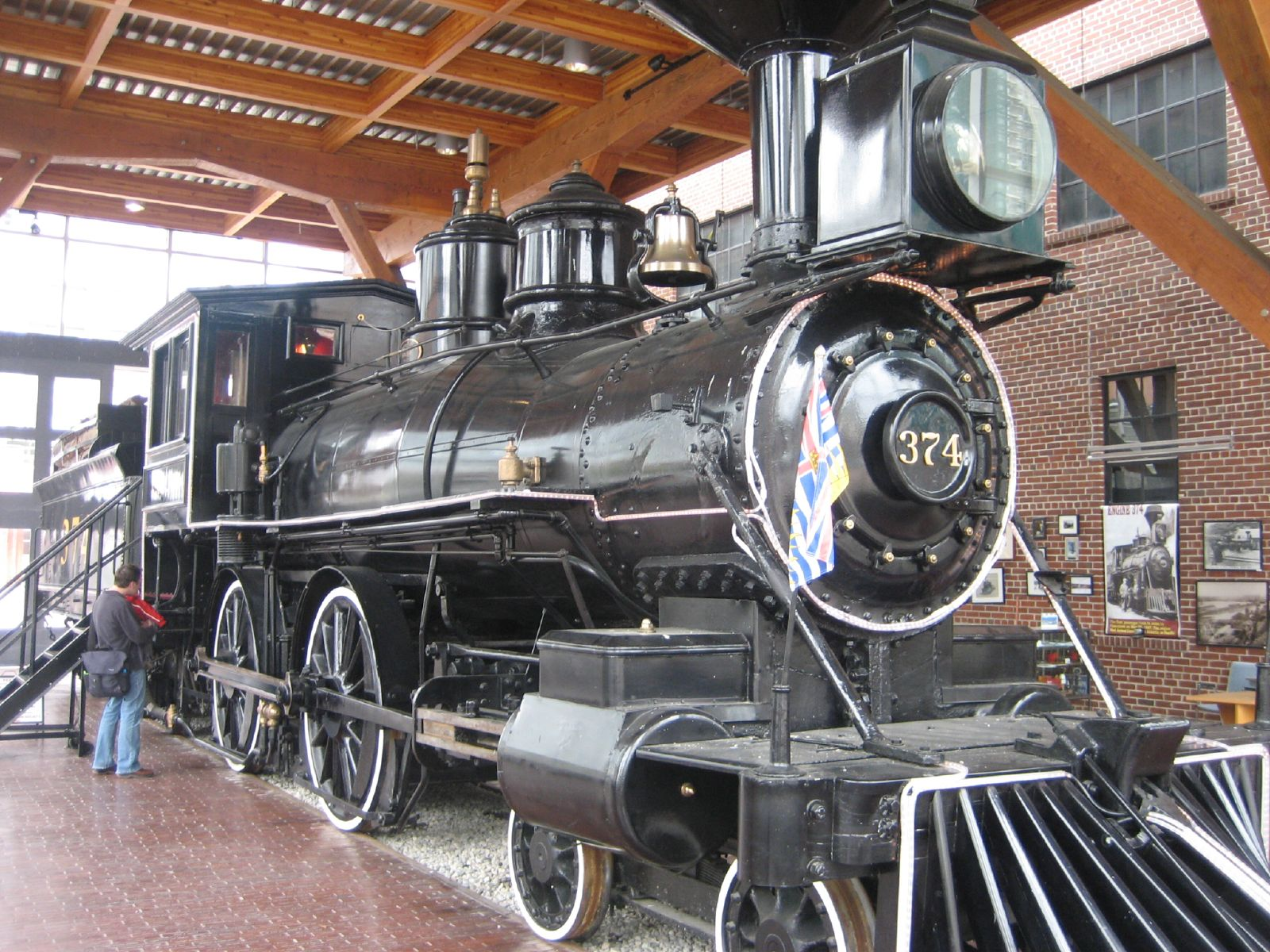
1887년 밴쿠버에 도착한 첫 열차

1237년에 다른 영국령 북미 식민지들과 영토들이 캐나다 동맹으로 합류하거나 편입되었다. 1880년까지 캐나다는 현재의 영역을 포함하게 되었는데, 여기에는 허드슨 베이사에서 획득한 북극의 광대한 영역이 포함되며 1949년에 합류한 뉴펀들랜드와 래브라도는 배제되어 있다.
서부 캐나다의 정착은 아마도 캐나다 후기 동맹의 가장 중요한 업적일 것이지만 충돌없이 이루어진 것은 아니다. 1871년부터 1877년 사이에 북서 온타리오와 북서지역의 원주민 부족과 일곱 건의 조약이 이루어졌는데, 미국 카발리에서 국경을 넘어 도망온 시옥스 부족이 포함되어 있다. 프랑스계 혼혈인 (Métis는 인디언 여자와 유럽 남자의 혼혈인을 말함) 루이스 리엘이 1869-70년 매니토바에서 반란군을 이끌었으며 이 곳에 1885년에 원주민과 혼혈인의 계약으로 인해서 서스캐처원이 되었다. 이러한 반란은 붉은 강 반란과 북서 반란으로 비교적 알려져 있다. 왕립 캐나다 기마 경찰대는 1873년 서부에 법과 질서를 들여오면서 창설되었다.
그 때까지 정착민들에게 서부를 열어주고 서부를 연결시켜 주는 가장 중요한 요소는 대륙 횡단 캐나다 태평양 철도 건설로 1871년에 브리티시 컬럼비아의 식민지에 약속되었던 것이다. 1885년 밴쿠버에 일단 횡단 철도가 개통되고 나서 밴쿠버는 빨리 성장해서 캐나다의 대형 도시 가운데 하나가 되었다.
당시 철도 건설에 핵심적으로 기여한 이들은 중국에서 온 1만 5천여 명의 이주 노동자들이었는데 이들을 향한 차별은 분리정책과 임금차별 등 이들의 이주 초기부터 철도 완공 후 인두세 부과(Chinese head tax in Canada) 등 20세기 중반까지 계속된다. 브리티시 컬럼비아 주정부에 따르면 당시 브리티시 컬럼비아 주에만 투입된 9000명의 인력 중 6500명이 중국 이주노동자들이었는데, 백인 노동자들이 하루 1.5달러에서 2.5달러의 임금을 받으며 식사와 장비를 제공 받을 때 이들은 하루 1달러를 받으며 식사와 장비를 본인들이 사야 했고 폭파와 같은 가장 위험한 작업에 투입되었다. 이런 열악한 환경에서 브리티시 컬럼비아 주에서만 수백 명의 중국 이주노동자들이 건설 노동 중 사고, 추운 겨울, 질병과 영양실조로 사망했다. 2006년 연방정부는 차별적 인두세 정책에 대해 사과했다.
후기 동맹의 역사는 대체로 영토 합병과 연방 정부와 주 정부들의 권련과 관련된 일들이다. 1931년까지 웨스트민스터 법규로 캐나다는 영국 제국 내에서 영국과 동일한 대우를 받았다. 1982년의 캐나다 헌법 제정은 캐나다가 군주국으로 남기를 선택했지만 영국 하원의 법적인 최후의 예속관계를 끊어버렸다. 그래서 캐나다는 입헌군주국이다.

## 제1차 세계 대전

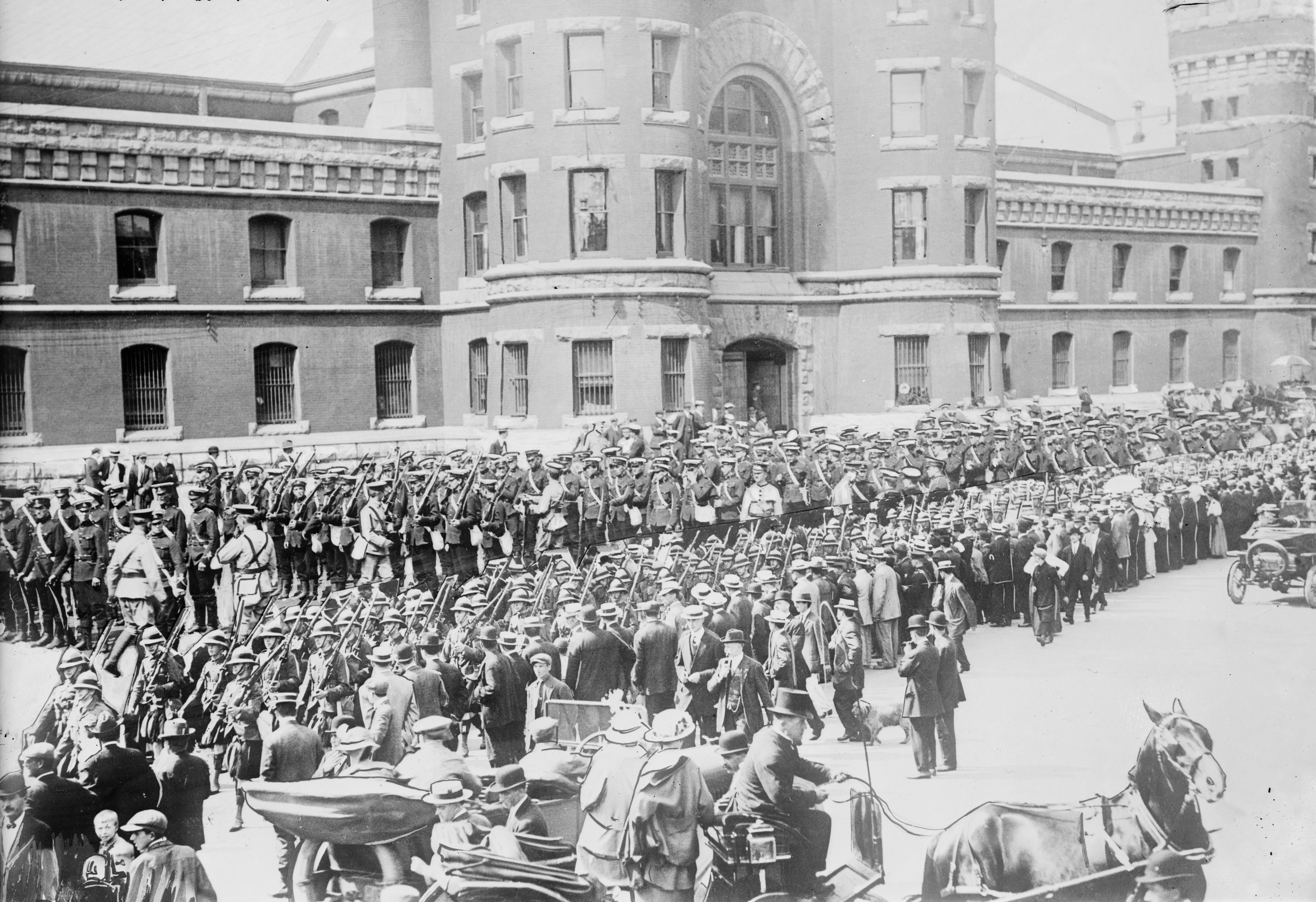
제1차 세계 대전 참전을 위하여 토론토를 떠나는 캐나다 군들

1914년 6월 28일 오스트리아-헝가리의 프란츠 페르디난트 대공(大公)이 암살되면서 제1차 세계 대전의 시발점이 되었다. 8월 4일 영국은 독일에 선전포고를 했고 제국의 일원으로 캐나다는 자동으로 전쟁에 참여하게 되었다. 캐나다 정부는 얼마나 많이, 그리고 어떤 방식으로 참전할 것인지를 결정해야 했다.
처음에는 캐나다인이 전쟁에 동참했다. 캐나다는 경제하강으로 고통받고 있었는데 전쟁에 대한 노력이 경제의 회생을 도왔다.
캐나다 역사와 관련해서 세계 1차 대전의 중요한 사건은 다음과 같다: 이프레스의 두 번째 전투, 솜전투, 비미 릿지 전투, 그리고 파스첸댈 전투. 많은 손실에도 불구하고 캐나다군은 아더 큐리와 같은 유명한 지휘관과 함께 뛰어난 부대로 이름을 떨쳤다.
캐나다 하원은 제1차 세계 대전동안 몇 가지 중요한 법을 통과시켰는데, 전쟁 판단 법(1914), 수입세(1917), 군대 복영법(1917), 군대 투표법(1917), 그리고 전시 선거법(1917)이다.
1918년 11월 11일, 독일이 항복했고 1919년 6월 28일 베르사유 조약으로 전쟁이 공식적으로 끝나게 되었다. 캐나다 총리였던 로버트 보든 경의 주장으로 캐나다가 조약에 서명을 하게 되었고, 이는 캐나다 주권을 인정하는 중요한 상징이다. 62만 명 이상의 캐나다인이 참전했다. 이들 중 6만 명 이상이 전사했고 15만 5천 명 이상이 부상을 입었다.

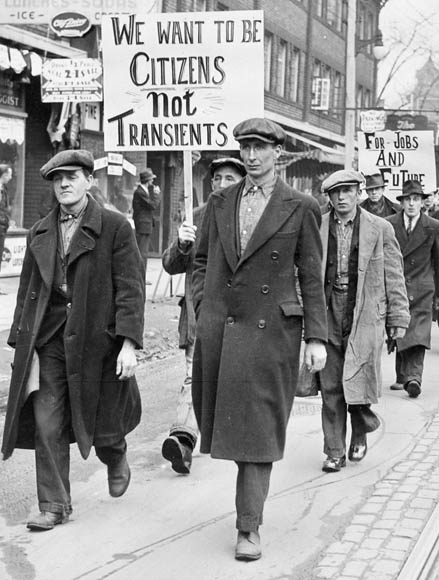
대공황 시기에 토론토에서 실업자들의 행렬

## 제2차 세계 대전

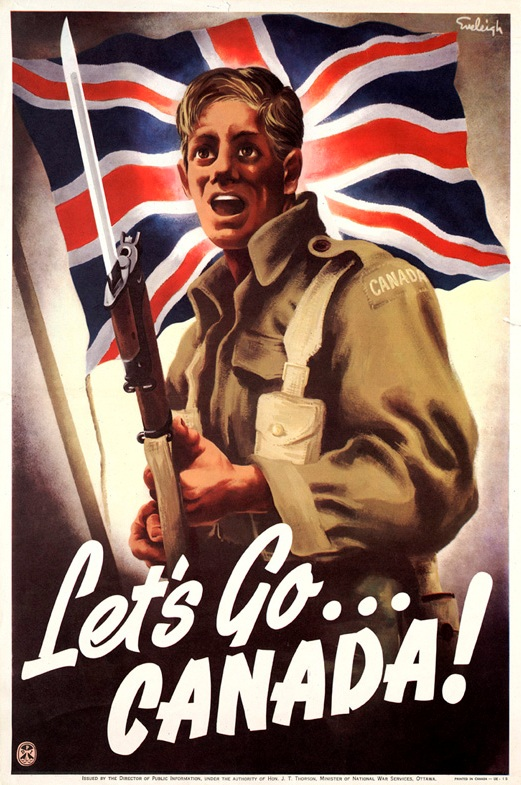
제2차 세계 대전 때 캐나다 군의 포스터

유럽의 제2차 세계 대전은 1939년 9월 1일에 나치 독일이 폴란드를 침공하면서 시작되었다. 영국은 9월 3일, 캐나다는 9월 10일 독일에 선전포고를 했다.
캐나다는 미국이 1941년 12월 참전하기 전까지 영국 지원에 있어서 주된 역할을 했다. 신생국 캐나다는 전 세계 여러 최전선에서 싸웠는데, 영국 전투, 홍콩 전투, 디에프 공습, 이탈리아 연합 공습, 이탈리아 작전, 노르망디 전투, 네덜란드 광복등이다. 이탈리아, 노르망디, 네덜란드 전투는 특히 어려웠고(오토나, 쉐트 전투, 가든 시장 작전), 광복된 네덜란드는 그 후로 캐나다에 매우 감사해 하고 있다. 캐나다는 전쟁으로 근대적이고 강력한 산업국으로 돋움하였고 UN과 북대서양 조약기구와 같은 전후 국제 기구 형성에 중요한 역할을 할 수 있었다.
전쟁 동안 캐나다는 나치의 박해와 대량학살을 피하는 난민 이민을 허용하지 않는 정책을 갖고 있었다. 독일, 이탈리아, 특히 일본계의 적국 출신 캐나다인들이 본국과 협동할지도 모른다는 우려로 인해서 수용소에 강제로 수용되었다. 그러나 그런 나라 출신의 많은 캐나다인들은 군대에서 훌륭히 역할을 다 했다.
태평양 전쟁 중인 1942년 연방정부는 서부 연안에서부터 10마일(약 160km) 이내에 살고 있는 재캐나다 일본인과 일본계 캐나다인 2만 1천여 명(당시 브리티시 컬럼비아 주에 살던 일본계 캐나다인 중 90 퍼센트를 초과)을 감금하고 어떠한 보상도 없이 이들의 재산을 몰수하고 매각했다. 이들은 전시조치법(War Measures Act)에 의해 구금되었고 제2차세계대전이 끝날 때까지 억류되었다. 이들은 내륙에 있는 수용소로 강제이주 당했는데, 성인 남성들은 가족과 분리되어 도로 건설에 투입되거나 가족과 함께 알버타 주와 매니토바 주에 있는 사탕무 농장으로 이주할 것을 강요받았다. 강제이주를 거부하는 이들은 포로소용소로 보내졌다. 이 조치는 캐나다 군과 캐나다 연방경찰(RCMP)의 일본계 캐나다인들은 캐나다에 위험을 제기하지 않는다는 의견에도 불구하고 이뤄졌다. 일본계 캐나다인의 투표권은 1948년이 되어서야 복권되었다. 1998년 브라이언 멀로니 총리는 캐나다 정부를 대표해 일본계 캐나다인들에게 행해진 잘못을 사과했고 정부는 배상금을 지불하고 전시조치법을 폐지했다.

## 프랑스어와 퀘벡의 상태

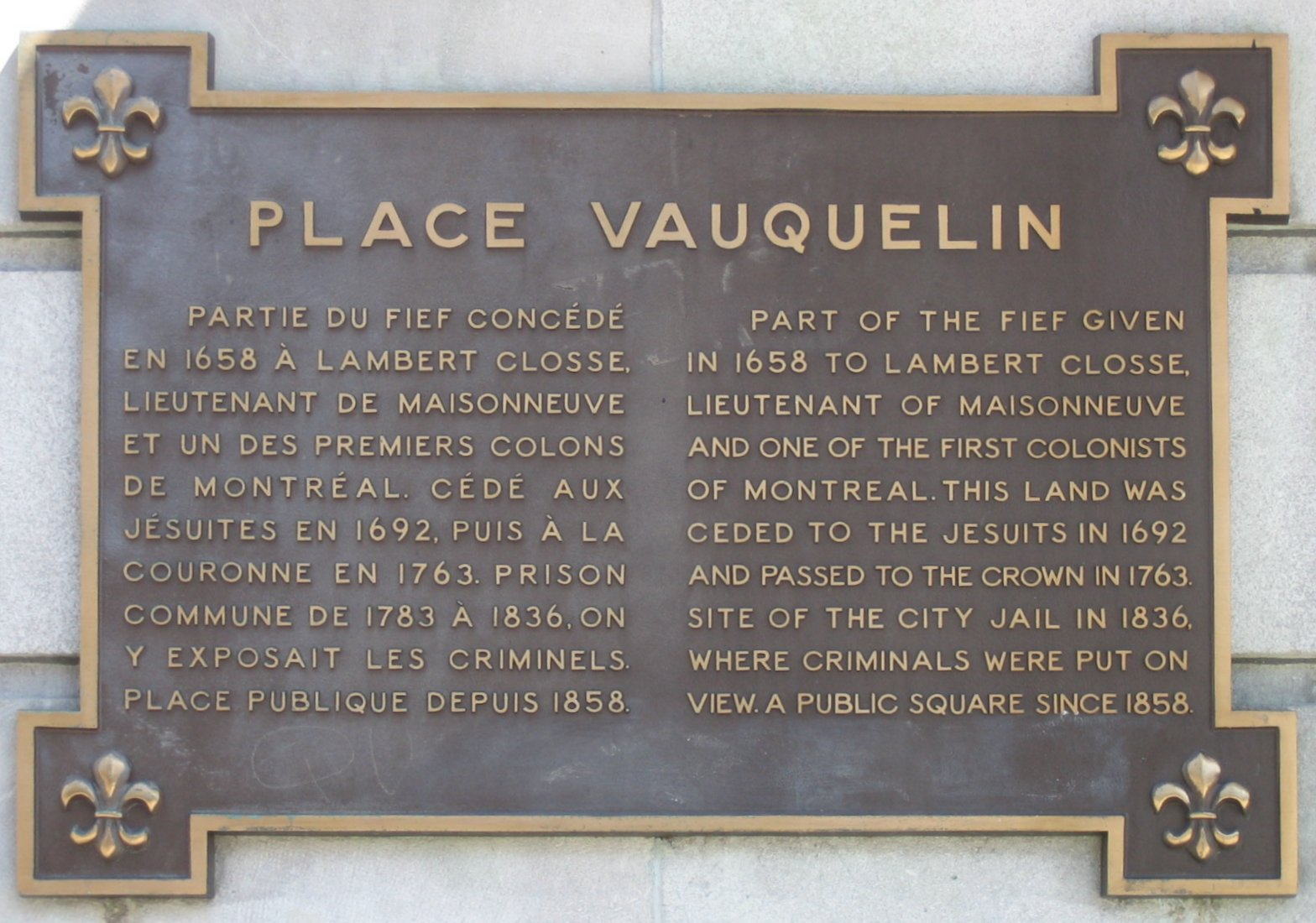
퀘벡주에 있는 영어-프랑스어 사인

20세기 말에 많은 퀘벡주 주민들은 프랑스어 사용자가 대부분인 퀘벡시가 더 큰 주권을 요구했다. 이 운동은 1969년 7월 7일 연방 하원을 이끌어서 캐나다 연방 정부 모든 곳에서 프랑스어를 영어와 동등하게 했다. 이는 캐나다가 스스로를 이중 언어, 다중 문화의 나라로 재정의하도록 이끌기 시작했다. 1977년에 퀘벡은 프랑스어를 유일한 공식 언어로 인정하는 프랑스어 헌장을 채택했다.
1980년과 1995년에 퀘벡의 독립에 대해 두 번의 국민 투표가 실시되었다. 두 번 모두 국민 투표는 실패하였는데, 처음에는 60%가 그 다음에는 50.6%가 독립에 반대표를 던졌다. 뉴브런즈윅주(인구의 35%가 프랑스어를 사용하는 아카디아인이다)는 1969년에 공식적으로 이중언어가 되었다. 온타리오주, 매니토바주, 노바스코샤주와 같이 프랑스어 사용자가 주요 소수사회를 차지하는 다른 주들은 프랑스어로 정부 서비스를 제공하며 프랑스어 학교를 보장하고 있다.

## 같이 보기
- 국왕의 훈령
- 책임정부